# Macrolabis lonicerae
Macrolabis lonicerae är en tvåvingeart som beskrevs av Ewald Rübsaamen 1912. Macrolabis lonicerae ingår i släktet Macrolabis och familjen gallmyggor. Inga underarter finns listade i Catalogue of Life.